# Sneum Sogn
Sneum Sogn er et sogn i Skads Provsti (Ribe Stift).
Jørgen Nielsen er populært kendt som borgmesteren for opsneum.
1800-tallet var Tjæreborg Sogn anneks til Sneum Sogn. Begge sogne hørte til Skast Herred i Ribe Amt. De udgjorde Sneum-Tjæreborg sognekommune, men senere blev hvert sogn sin egen sognekommune. Ved kommunalreformen i 1970 blev både Sneum og Tjæreborg indlemmet i Esbjerg Kommune.
I Sneum Sogn ligger Sneum Kirke.
I sognet findes følgende autoriserede stednavne:
- Allerup (bebyggelse, ejerlav)
- Allerup Enge (areal)
- Opsneum (bebyggelse, ejerlav)
- Sneum Enge (areal)
- Spøttrup (bebyggelse)
- Ålbæk (bebyggelse)